# Proteiforme

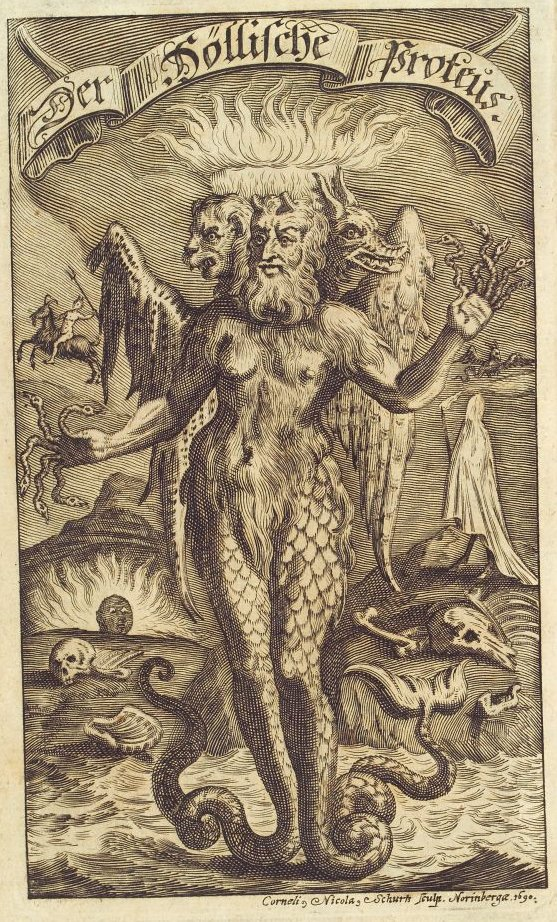
Proteo, divinità mutaforma, da cui l'aggettivo "proteiforme"

Un essere proteiforme, o mutaforma, è un'entità di natura umana, oppure appartenente ad altre creature viventi, in grado di mutare forma, ricorrente a lungo nella tradizione letteraria, mitologica, folkloristica e in altri generi di finzione. 
All'aggettivo "proteiforme", che indica un essere capace di mutare il proprio aspetto, si è affiancato il neologismo "mutaforma", usato anche sostantivo, spesso come traduzione dalla lingua inglese shapeshifter, che si riferisce alla capacità di un essere vivente di assumere sembianze di un'altra persona o di un animale, effettuando una metamorfosi (detta in casi specifici anche teriantropia).

## Mitologia e letteratura
I pantheon di molte mitologie annoverano divinità, o altre creature soprannaturali, capaci di assumere sembianze di animali o di mortali. Nella mitologia greca, l'esempio per eccellenza è Proteo, che poteva assumere qualunque aspetto a meno che non lo si immobilizzasse; ma anche gli dèi dell'Olimpo spesso si trasformavano in animali. Nella mitologia norrena, la capacità di mutare forma è usata soprattutto da Loki, dio dell'inganno (si trasforma per esempio in cavallo, salmone, pulce); ma lo stesso Odino spesso si mescola agli umani sotto mentite spoglie in una teofania pur mantenendo, di solito, il suo tratto distintivo, l'essere orbo di un occhio. Anche divinità minori come i nani potevano mutare forma; per esempio, Fafnir si trasformò in un drago per essere poi ucciso da Sigurd. Nelle leggende e nei miti del ciclo arturiano le metamorfosi hanno un ruolo importante; l'artefice di molte di esse (tra cui quella fatale grazie a cui si deve il concepimento di Re Artù) era il proteiforme Merlino.
In tempi più recenti, racconti di metamorfosi appaiono, per esempio, in Stevenson e Kafka.
Il tema dei mutaforma, talora associato a quello del doppio, si trova anche nella letteratura di consumo e di genere, dalla fantascienza (in cui il mutamento di forma è spesso reso possibile da una tecnologia) al fantasy ai fumetti e all'horror (questi due generi spesso riprendono temi tradizionali, mitologici o folcloristici).

## Folclore
Nel folclore di molti paesi si trovano riferimenti a creature in grado di mutare forma; esempi tradizionali sono i licantropi e i vampiri (che, secondo alcune interpretazioni, sono in grado di trasformarsi in pipistrelli o altri animali). Il Giappone possiede un mito analogo, quello delle kitsune o "volpi mannare".
Nella tradizione dei nativi americani, gli sciamani hanno il potere di assumere sembianze animali, detti nahual, per il tramite del sogno (un esempio si trova in A scuola dallo stregone di Carlos Castaneda).
Nella cultura islamica gli esseri dotati di queste qualità sono i jinn: estremamente mutevoli nell'aspetto, possono trasformarsi perfino in un mulinello di vento.

## Televisione
I mutaforma vengono citati nel sesto episodio della prima stagione ("Skin") di Supernatural in cui i due fratelli protagonisti danno la caccia ad un killer mutaforma.

## Fantascienza
Una macchina senziente, in grado di assumere diversi aspetti, è il terminator di "metallo liquido" del film Terminator 2 - Il giorno del giudizio.
Nella fantascienza è anche diffuso il tema dell'alieno capace di mutare forma ed è proprio in questo contesto che si è diffuso come standard il termine mutaforma. Due esempi sono Maya della serie televisiva Spazio 1999 e Odo della serie televisiva Star Trek: Deep Space Nine. Nel franchise di Star Trek sono presenti, inoltre, numerose altre specie dette mutaforma o cambianti. Nella serie televisiva Fringe, al fianco dei protagonisti, ci sono i mutaforma (Shapeshifters), che possono assumere le forme di qualunque vittima attraverso l'inserimento di una presa tripolare nel palato di quest'ultima; hanno inoltre mercurio al posto del sangue.
Nel romanzo di Poul Anderson del 1959, I proteiformi (The War of Two Worlds), alieni mutaforma provenienti da Sirio fomentano la guerra tra Marte e la Terra sostituendosi ai rispettivi governanti per invadere i due pianeti.

## Fantasy
Nella letteratura fantasy la capacità di mutare forma è in genere associata all'uso di poteri o arti magiche. Sono comuni le figure di maghi, streghe, elfi, druidi dotati di questi poteri. Sono presenti i mutaforma anche nella saga di Twilight di Stephenie Meyer (la tribù dei Quileute, di cui fa parte anche Jacob Black). Alcuni esempi di esseri capaci di cambiare forma si trovano anche nel Signore degli Anelli di J. R. R. Tolkien, per esempio Beorn. Nel videogioco The Witcher 3 Wild Hunt i mutaforma (chiamati Doppler) sono una razza di umanoidi nemici degli umani e per questo arsi sui roghi nella grandi città, il protagonista Geralt si scontrerà in alcune occasioni con questi mostri.
Sono presenti mutaforma anche nella saga di Harry Potter, i cosiddetti "animagus", maghi capaci di trasformarsi a proprio piacimento in un unico animale a loro scelta.

## Fumetti
Nei fumetti di supereroi, i personaggi possono possedere questa capacità grazie a uno speciale DNA (come Mystica della saga degli x-men, appartenente alla Confraternita dei mutanti). In altri casi può essere una prerogativa congenita di razze extraterrestri come gli Skrull o il marziano Martian Manhunter.
Nel campo umoristico, fra gli esempi più recenti compare il trasmutatore della striscia di fumetti Calvin & Hobbes, una scatola di cartone che nelle fantasie del protagonista lo può trasformare in una cosa o animale a piacere.
Nel manga Monster Musume, il personaggio Doppel è una mutaforma .

## Animali
Alcuni animali, in particolare alcune specie di Cefalopodi come il Thaumoctopus mimicus, sono notoriamente dotati della capacità di modificare la forma e il colore del loro corpo allo scopo di assumere l'aspetto di altre creature (per esempio altre specie di pesci o formazioni rocciose).